# Midfield (Alabama)
Midfield est une ville américaine située dans le comté de Jefferson, au sud de Birmingham, la plus grande ville de l'Alabama.
Midfield est incorporée en 1953, après des tentatives d'annexion de la ville voisine de Fairfield. Elle doit son nom à la localisation à mi-chemin entre Birmingham et Bessemer.
La municipalité s'étend sur 2,65 milles carrés (6,86 km2), exclusivement des terres.
La population de Midfield est estimée à 5 222 habitants en 2015, soit une légère baisse par rapport aux 5 365 habitants recensés en 2010. Environ 80 % de sa population est afro-américaine.

## Démographie
| 1960  | 1970  | 1980  | 1990  | 2000  | 2010  |
| ----- | ----- | ----- | ----- | ----- | ----- |
| 3 556 | 6 621 | 6 182 | 5 559 | 5 626 | 5 365 |